# وستون (فلوریدا)
وستون (به انگلیسی: Weston) شهری در شهرستان برووارد ایالت فلوریدا است که در سال ۱۹۹۶ بنیان‌گذاری شده‌است. این شهر طبق سرشماری سال ۲۰۱۰ میلادی، ۶۵٬۳۳۳ نفر جمعیت داشته و مساحت آن نیز ۶۸٫۱ کیلومتر مربع است.